# Kansas Speedway
Kansas Speedway ist eine Rennstrecke in Kansas City im US-Bundesstaat Kansas. Dabei handelt es sich um einen Speedway in Form eines Tri-Ovals mit einer Überhöhung von 15° in den Kurven. 

## Geschichte
In den 1990er Jahren bemühte sich die International Speedway Corporation (ISC) um den Bau einer Rennstrecke im Mittleren Westen. Im Jahr 1997 kündigte ISC Pläne für den Bau einer Rennstrecke im Großraum Kansas City an, die schließlich in Wyandotte County, Kansas, gebaut werden sollte. Obwohl die Strecke im Jahr 2000 eröffnet werden sollte, kam es zu mehreren Klagen von Hausbesitzern, die in der Gegend wohnten, wodurch sich der Bau um Monate verzögerte und die Eröffnung auf 2001 verschoben wurde. Das erste Rennen fand am 2. Juni 2001 statt, als die NASCAR Grand National Division, West Series ihr Kansas 100 veranstaltete. 
Am 8. Juli 2011 wurden Renovierungsarbeiten angekündigt, darunter eine Neuasphaltierung der Ovalbahn sowie die Einrichtung eines neuen Straßenkurses im Infield. 2012 wurde der zusätzliche "Roval"-Straßenkurs im Infield angelegt und das Banking von einer konstanten auf eine progessive Neigung geändert. 

## Ehemalige Rennen
- IndyCar Series – Kansas Lottery Indy 300
- Dayton Indy Lights Series – Kansas 100 (2001)
- Infiniti Pro Series – Aventis Racing for Kids 100 (2002–2004)
- NASCAR Grand National Division, West Series – Kansas 100 (2001–2002)

## Rekorde
- NASCAR Sprint Cup Qualifying: Matt Kenseth, 29,858 s (180,856 mph), 2005
- NASCAR Sprint  Cup Rennen: Mark Martin, 2:54:25 (137,774 mph), 2005
- NASCAR Nationwide Series Qualifying: Martin Truex junior, 30,178 s (178,938 mph), 2005
- NASCAR Nationwide Series Rennen: Jeff Green, 2:19:24 (129,125 mph), 2001
- NASCAR Craftsman Truck Series Qualifying: Bill Lester, 31,100 s (173,633 mph), 2005
- NASCAR Craftsman Truck Series Rennen: Ricky Hendrick, 2:00:09 s (125,094 mph), 2001